# Mertzig
Mertzig é uma comuna do Luxemburgo, pertence ao distrito de Diekirch e ao cantão de Diekirch.

## Demografia
Dados do censo de 15 de fevereiro de 2001:
- população total: 1.439
  - homens: 698
  - mulheres: 741

- densidade: 129,64 hab./km²

- distribuição por nacionalidade:

| Nacionalidade  | População | %      |
| -------------- | --------- | ------ |
| luxemburgueses | 1.048     | 72,83% |
| estrangeiros   | 391       | 27,17% |
| - portugueses  | 208       | 14,45% |
| - franceses    | 26        | 1,81%  |
| - italianos    | 56        | 3,89%  |
| - belgas       | 35        | 2,43%  |
| - alemães      | 12        | 0,83%  |
| - iuguslavos   | 7         | 0,49%  |
| - outros       | 47        | 3,27%  |

- Crescimento populacional:

| Ano        | População |
| ---------- | --------- |
| 15/02/2001 | 1.439     |
| 01/01/2002 | 1.476     |
| 01/01/2003 | 1.528     |
| 01/01/2004 | 1.499     |
| 01/01/2005 | 1.534     |